# Caesetius
Caesetius es un género de arañas cazadoras de hormigas del orden Araneae. Fue descrito por Eugène Simon en 1893.

## Especies
- Caesetius bevisi (Hewitt, 1916)
- Caesetius biprocessiger (Lawrence, 1952)
- Caesetius flavoplagiatus Eugène Simon, 1910
- Caesetius globicoxis (Lawrence, 1942)
- Caesetius inflatus Jocqué, 1991
- Caesetius murinus Eugène Simon, 1893
- Caesetius politus (Eugène Simon, 1893)
- Caesetius rosei (Bacelar, 1953)
- Caesetius schultzei Eugène Simon, 1910
- Caesetius spenceri (Pocock, 1900)